# Mistrzostwa Europy w Wioślarstwie 1929
30. Mistrzostwa Europy w Wioślarstwie odbyły się w dniach 16–19 sierpnia 1929 r. w Bydgoszczy. Zawodnicy rywalizowali w 7 konkurencjach wioślarskich na pobliskim torze regatowym w Brdyujściu na rzece Brdzie. 
Przez cztery dni zmagań zawody obserwowało dziennie ok. 30 tys. osób, co do dzisiaj jest niepowtórzonym rekordem na regatach wioślarskich w Polsce. 

## Medaliści
| Konkurencja                 | Złoto | Srebro | Brąz | Źródło |
| --------------------------- | --- | --- | --- | ------ |
| M1x (jedynka)               | Bert Gunther | Josef Straka | Achille Mengé | [ 3 ]  |
| M2x (dwójka podwójna)       | Szwajcaria Édouard Candeveau · Ernest Schnezler | Włochy Michelangelo Bernasconi · Alessandro de Col | Belgia Carlos van den Driessche · Louis Strauwen | [ 4 ]  |
| M2- (dwójka bez sternika)   | Włochy Romeo Sisti · Nino Bolzoni | Polska Henryk Budziński · Jan Krenz-Mikołajczak | Belgia Havaux · Soltermans | [ 5 ]  |
| M2+ (dwójka ze sternikiem)  | Włochy Renzo Vestrini · Pier Luigi Vestrini · Cesare Milani (sternik) | Francja | Polska Wiktor Szelągowski · Henryk Grabowski · Tadeusz Gaworski (sternik) | [ 6 ]  |
| M4- (czwórka bez sternika)  | Włochy Cesare Rossi · Pietro Freschi · Umberto Bonadè · Paolo Gennari | Holandia J.D. Ferman · J. Stenger · G.N. de Laive · J.B. Bosscher                                                                                               | Polska Jerzy Braun · Leon Birkholc · Edmund Jankowski · Franciszek Bronikowski | [ 7 ]  |
| M4+ (czwórka ze sternikiem) | Włochy Valerio Perentin · Giliante D’Este · Nicolò Vittori · Giovanni Delise · Renato Petronio (sternik)                                                                     | Dania Aage Hansen · Christian Olsen · Walther Christiansen · Richard Olsen · Poul Richardt (sternik)                                                            | Szwajcaria Edouard Schädeli · Paul Wachtel · René Bühler · Willy Müller · Georges Steiner (sternik) | [ 8 ]  |
| M8+ (ósemka)                | Włochy Vittorio Cioni · Enrico Garzelli · Guglielmo Del Bimbo · Roberto Vestrini · Dino Barsotti · Eugenio Nenci · Mario Balleri · Renato Barbieri · Cesare Milani (sternik) | Królestwo SHS Drago Glavinović · Josip Gattin · Emil Brainović · Petar Kukoč · Miho Ljubić · Josip Mrklić · Andra Žeželj · Duško Žeželj · Kamilo Roić (sternik) | Polska Stanisław Jurkowski · Witalis Leporowski · Zdzisław Kasprzak · Władysław Tuliszka · Mieczysław Tuliszka · Zbigniew Kasprzak · Marian Ziętkiewicz · Aleksander Moschalewicz · Bronisław Zimny (sternik) | [ 9 ]  |

## Klasyfikacja medalowa
| Miejsce | Reprezentacja  | Złoto | Srebro | Brąz | Razem |
| ------- | -------------- | ----- | ------ | ---- | ----- |
| 1.      | Włochy         | 5     | 1      | 0    | 6     |
| 2.      | Holandia       | 1     | 1      | 0    | 2     |
| 3.      | Szwajcaria     | 1     | 0      | 1    | 2     |
| 4.      | Polska         | 0     | 1      | 3    | 4     |
| 5.      | Czechosłowacja | 0     | 1      | 0    | 1     |
| 5.      | Dania          | 0     | 1      | 0    | 1     |
| 5.      | Francja        | 0     | 1      | 0    | 1     |
| 5.      | Królestwo SHS  | 0     | 1      | 0    | 1     |
| 9.      | Belgia         | 0     | 0      | 3    | 3     |
| Razem   | Razem          | 7     | 7      | 7    | 21    |